# Seppo Räty
Seppo Henrik Räty (* 27. dubna 1962, Helsinky) je jeden z nejúspěšnějších finských oštěpařů, mistr světa a trojnásobný olympijský medailista.
Räty vyhrál na mistrovství světa v atletice v Římě roku 1987 zlato, i když pokazil první hod. Na tokijském mistrovství světa roku 1991 vyhrál stříbro, když ho porazil Kimmo Kinnunen. Na stuttgartském mistrovství světa v roce 1993 se mu nedařilo, což okomentoval v rozhovoru slovy Saksa on paska maa („Německo je posraná země“). Räty byl známým také svou přímou povahou.
Räty hodil oštěpem v roce 1991 do vzdálenosti 96,96 metrů, což byl sice světový rekord, ale jeho oštěp byl upravený, a proto rekord nebyl uznán.
Räty žije v Tohmajärvi ve Severní Karélii. Během své sportovní kariéry ho trápila častá zranění. Nyní pracuje na místní celnici.

## Úspěchy
- 1987 MS, Řím: zlato, 83,54 m
- 1988 OH, Soul: bronz, 83,26 m
- 1990 ME, Split: 5., 82,18 m
- 1991 MS, Tokio: stříbro, 88,12 m
- 1992 OH, Barcelona: stříbro, 86,60 m
- 1994 ME, Helsinky: stříbro, 82,90 m (po těžkém zranění ramene)
- 1996 OH, Atlanta: bronz, 86,98 m

## Světové rekordy
- Světové rekordy 91,98 m (1991)
- 96,96 m (1991, neuznán)